# Orthopoxvirus
Viren der Gattung Orthopoxvirus (OPXV) besitzen eine lineare doppelsträngige DNA (130 bis 375 kb) und sind 170 bis 450 nm groß. Orthopoxvirus-Infektionen werden in der Tierseuchengesetzgebung auch als Säugerpocken bezeichnet. Infektionen mit Orthopoxviren zählen in Deutschland zu den meldepflichtigen Krankheiten und zu den meldepflichtigen Tierkrankheiten.

## Reproduktionszyklus

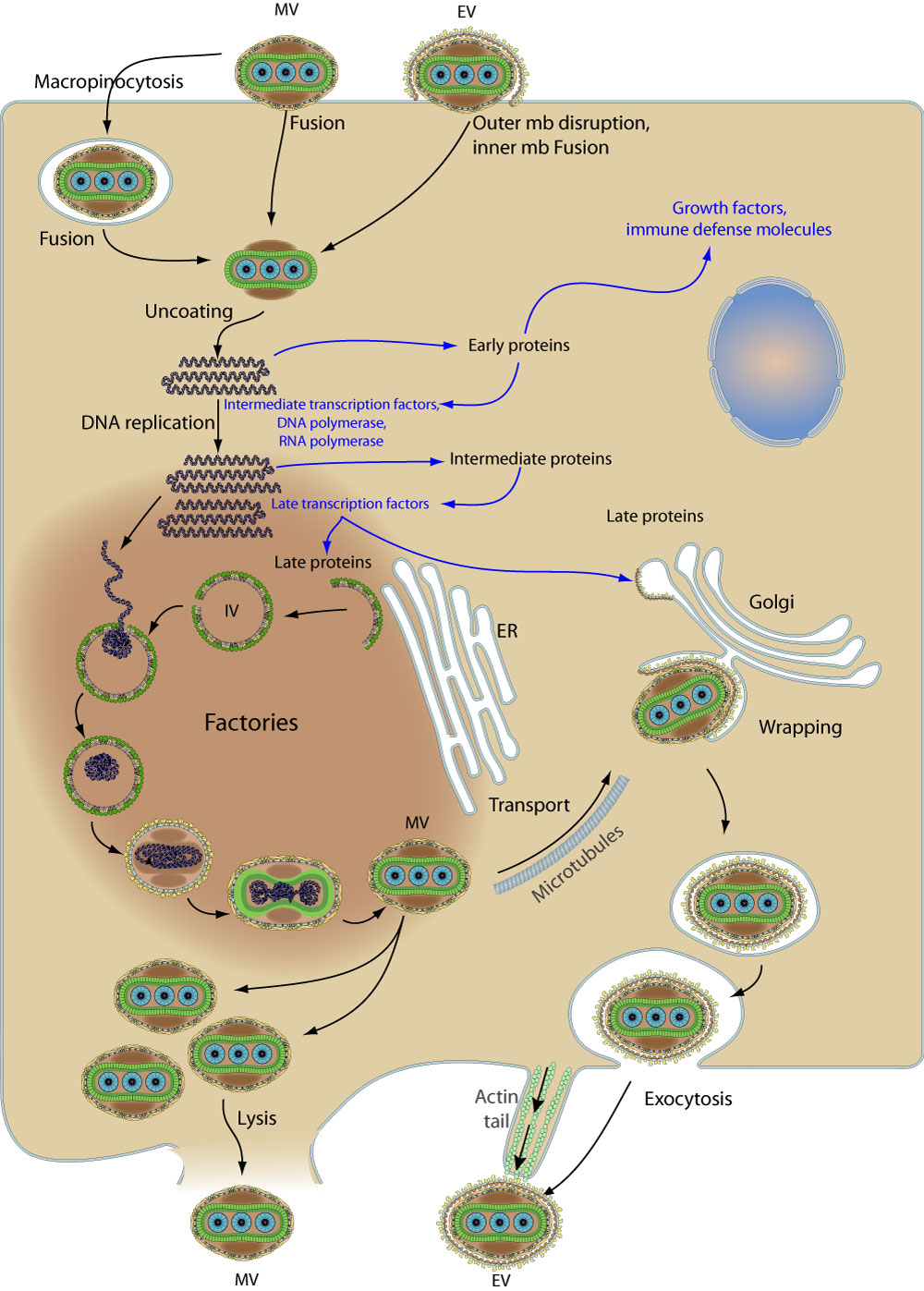
Reproduktionszyklus von Viren der Gattung Orthopoxvirus

Die Anheftung von Proteinen an der Oberfläche der Virusteilchen (Virionen) an Glykosaminoglykane (GAGs) der Wirtszelle vermittelt deren Endozytose (Makropinozytose) in diese hinein. Die Virionen können auch durch molekulares Mimikry (englisch apoptotic mimicry) aufgenommen werden. Nach dem Aufreißen der äußeren Virushülle verschmilzt die innere mit der Plasmamembran der Zelle, wodurch das Innere der Virionen mit dem Genom ins Zytoplasma der Wirtszelle freigesetzt wird. Danach werden die ersten („frühen“) Gene im Zytoplasma durch eine virale RNA-Polymerase transkribiert. Diese „frühe“ Expression beginnt ca. 30 Minuten nach der Infektion. Am Ende dieser Phase liegt das Virus-Genom frei im Zytoplasma. In der nächsten („intermediären“) Phase werden weitere Gene exprimiert und lösen die DNA-Replikation des Genoms etwa 100 Minuten nach der Infektion aus.
In der letzten („späten“) Phase werden die restlichen („späten“) Gene exprimiert und produzieren alle Strukturproteine.
Der Zusammenbau („Assemblierung“) der neuen Virionen beginnt in Virusfabriken des Zytoplasmas, wobei zunächst noch unreife, kugelige Partikel entstehen. Diese Viruspartikel reifen dann in der Wirtszellen zu ziegelsteinförmigen reifen Virion (en. intracellular mature virion, IMV). Die IMVs können bei einer Zelllyse freigesetzt werden oder eine zweite Doppelmembran aus dem Golgi-Apparat erwerben und dann als externe umhüllte Virionen (en. external enveloped virion, EEV) austreten (Exozytose).

## Systematik
Die Gattung Orthopoxvirus umfasst folgende Arten mit deren Varietäten (Stand 30. April 2024):
Gattung Orthopoxvirus
- Spezies Orthopoxvirus abatinomacacapox mit
Abatino macacapox virus
- Spezies Orthopoxvirus akhmetapox mit 
Akhmeta virus
- Spezies Orthopoxvirus camelpox (früher Orthopoxvirus cameli) mit
Kamelpockenvirus (en. Camelpox virus, CMLV) – Endwirt Kamel (in Afrika, dem Nahen Osten und Asien), aber auch Mensch[7]
- Spezies Orthopoxvirus cowpox (früher Orthopoxvirus bovis, Orthopoxvirus bovis) mit
Kuhpockenvirus (englisch Cowpox virus, CPXV) – Endwirte Rind, Schaf, Ziege, Katze, Hund, wildlebende Nagetiere → Kuhpocken, Katzenpocken
  - Orthopoxvirus bovis var. elefanti (Elefantenpocken-Virus) – Endwirt Elefanten, vor allem Asiatische, weniger Afrikanische Elefanten[8]
- Spezies Orthopoxvirus ectromelia (früher Orthopoxvirus muris) mit
Ektromelie-Virus (en. Ectromelia virus, Mouse pox virus, ECTV) – Endwirte Maus, Fuchs, Nerz
- Spezies Orthopoxvirus monkeypox (früher Orthopoxvirus simiae) mit 
Affenpockenvirus (Mpox-Virus, MPV) – Endwirt Affen (wie Rhesusaffe, Javaneraffe), aber auch Menschen, vermutlich auch Nagetiere (wie Hörnchen, Ratten) → Mpox („Affenpocken“)
- Spezies Orthopoxvirus raccoonpox mit
Waschbärenpockenvirus (en. Raccoonpox virus, RCNV) – Endwirt Waschbär
- Spezies Orthopoxvirus skunkpox mit
Skunkpockenvirus (en. Skunkpox virus, SKPV) – Endwirte Skunks (Stinktiere)
- Spezies Orthopoxvirus taterapox mit
Taterapockenvirus (en. Taterapox virus, TATV) – Endwirt Nagetiere
- Spezies Orthopoxvirus vaccinia mit
Vaccinia virus (Vacciniavirus, VACV) – Endwirte sämtliche Säugetiere → Pocken
  - Orthopoxvirus vaccinia var. equi (Pferdepockenvirus) – Endwirte Pferd, Esel
  - Orthopoxvirus vaccinia var. bubali (Büffelpockenvirus) – Endwirt Büffel
  - Orthopoxvirus vaccinia var. cuniculi (Kaninchenpockenvirus) – Endwirt Kaninchen
- Spezies Orthopoxvirus variola[9] (früher Orthopoxvirus variolae[10]) mit
Variola virus (Variolavirus, VARV)[11] – Endwirt Mensch → Echte Pocken
  - Orthopoxvirus variola var. alastrim (Kaffernpockenvirus) – Endwirt Mensch → Weiße Pocken
- Spezies Orthopoxvirus volepox mit
California-Wühlmauspockenvirus (en. Volepox virus, VPXV) – Endwirt Wühlmaus

## Weiterführende Literatur
- Julia Datler, Jesse M. Hansen, Andreas Thader, Alois Schlögl, Lukas W. Bauer, Victor-Valentin Hodirnau, Florian K. M. Schur: Multi-modal cryo-EM reveals trimers of protein A10 to form the palisade layer in poxvirus cores. In: Nature Structural & Molecular Biology, 5. Februar 2024; doi:10.1038/s41594-023-01201-6, ResearchGate: 371160653 (englisch). Dazu:
  - Des (Pocken)Virus Kern . Auf: EurekAlert! vom 5. Februar 2024.
  - Researchers uncover the architecture of poxvirus cores. Auf: phys.org vom 5. Februar 2024.
  - Unlocking Poxvirus Secrets: The Pivotal Role  of A10 in the Battle. Auf SciTechDaily vom 5. Februar 2024.